# آزمایش برنولی
در نظریه احتمال و آمار، یک آزمایش برنولی (یا آزمایش باینومیال)، یک آزمایش تصادفی با دقیقاً دو برآیندِ ممکنِ «موفقیت» و «شکست» است که در آن احتمال موفقیت هر بار که آزمایش تکرار می‌شود یکسان است. این آزمایش به خاطر نام یاکوب برنولی، ریاضی‌دان سوییسی در قرن ۱۷ام، که در کتاب Ars Conjectandi  این مبحث را بررسی نمود، نام‌گذاری شد.
این آزمایش در عمل به آزمایشی برمی‌گردد که می‌تواند ۲ برآمد ممکن داشته باشد.
این ۲ برآمد می‌توانند با طرح سوالات «بله یا خیر» مشخص شوند:
- آیا سکه رو می‌آید؟
- آیا فرزند تازه به دنیا آمده دختر است؟
- آیا چشمان یک فرد قهوه‌ای هستند؟
- آیا پشه بعد از انتشار مادهٔ کشنده می‌میرد؟
- آیا شهروند به آن کاندید خاص رای می‌دهد؟

بنابراین موفقیت یا شکست عناوینی برای برآمدها هستند و نباید تحت‌الفظی تفسیر شوند.
نمونه‌هایی از آزمایش‌های برنولی عبارتند از:
- انداختن یک سکه، که در این نمونه «رو» آمدن نمایانگر موفقیت و «پشت» آمدن بیانگر شکست است.

یک سکهٔ سالم بنا به تعریف احتمال موفقیتی برابر با ۰٫۵ دارد.
- انداختن یک تاس، که در آن آمدن ۶ «موفقیت» و هر چیز دیگر «شکست» است.

از لحاظ ریاضی، چنین آزمایش‌هایی بوسیلهٔ متغیرها‌ی تصادفی مدل می‌شوند. متغیرهایی که فقط می‌توانند ۲ مقدار داشته باشند. ۰ یا ۱، که ۱ نمایانگر موفقیت است.
اگر p  احتمال پیروزی باشد، آنگاه امید ریاضی آن متغیر تصادفی p است و انحراف معیار آن خواهد بود:
{\displaystyle {\sqrt {p(1-p)}}.\,}
یک فرایند برنولی عبارتست از انجام مکرر تعدادی آزمایش برنولی مستقل از هم.

## فرایند برنولی
فرایند برنولی یک فرایند تصادفی با زمان گسسته شامل دنباله‌ای شمارا یا ناشمار از متغیرهای تصادفی با احتمال‌های مستقل از هم می‌باشد.
متغیرهایی مثل
... ,X۱, X۲, X۳ بطوری که:
- به ازای هر i مقدار Xi یا ۰ است یا ۱.
- برای تمام مقادیر i، احتمال آنکهXi = ۱ برابر p است.

استقلال آزمایش‌های برنولی بر خصوصیت بی‌حافظگی دلالت می‌کند: آزمایش‌های گذشته هیچ اطلاعاتی در مورد برآمدهای آینده در اختیار نمی‌گذارند.
آزمایش‌های بعدی نیز همچنین یک فرایند برنولی هستند که مستقل از گذشته می‌باشند. (خاصیت شروع تازه)
متغیرهای تصادفی مربوط به فرایند برنولی در برگیرندهٔ موارد زیر می‌باشند:
- تعداد موفقیت‌ها در n آزمایش اول، که این یک توزیع دو جمله‌ای است.
- تعداد آزمایش‌های لازم برای بدست آوردن r موفقیت؛ که این یک توزیع دو جمله‌ای سلبی است.
- تعداد آزمایش‌های لازم برای بدست آوردن یک موفقیت. این یک توزیع هندسی است که حالت خاصی از توزیع دوجمله‌ای سلبی است

## تعمیم
تعمیم فرایند برنولی به بیش از ۲ برآمد ممکن، رویهٔ برنولی نام دارد.

## توزیع برنولی
در تئوری آمار و احتمالات ،توزیع برنولی، که به افتخار دانشمند سوئیسی jacob bernoulli نام گذاری شده‌است، یک توزیع با احتمال گسسته است که مقدار ۱ را با احتمال موفقیت p و ۰ را با احتمال شکست {\displaystyle q=1-p} می‌گیرد.
پس اگر X یک متغیر تصادفی با این توزیع باشد، داریم:
{\displaystyle \Pr(X=1)=1-\Pr(X=0)=1-q=p.\!}
تابع تودهٔ احتمال f برای این توزیع
{\displaystyle f(k;p)=\left\{{\begin{matrix}p&{\mbox{if }}k=1,\\1-p&{\mbox{if }}k=0,\\0&{\mbox{otherwise.}}\end{matrix}}\right.}
است.
امید ریاضی متغیر تصادفی برنولی X
{\displaystyle E\left(X\right)=p}، و واریانس آن
{\displaystyle {\textrm {var}}\left(X\right)=p\left(1-p\right).\,}
درجه اوج نمودار آماری به ازای مقادیر زیاد و مقادیر کم p به سمت بینهایت می‌رود، ولی برای
{\displaystyle p=1/2} توزیع برنولی دارای کمترین درجهٔ اوج در نمودار آماری توزیع احتمال است.

## توزیع دو جمله‌ای
در تئوری آمار و احتمالات، توزیع دو جمله‌ای، توزیعی با احتمال گسسته از تعداد موفقیت‌ها در دنباله‌ای n تایی از آزمایش‌های برد و باخت مستقل، با احتمال موفقیت P است.
این آزمایش‌های برد و باخت همان آزمایش‌های برنولی است.
در حقیقت وقتی {\displaystyle n=1} توزیع دو جمله‌ای همان توزیع برنولی است.
توزیع دو جمله‌ای اساس آزمایش دو جمله‌ای می‌باشد.

### مثال‌ها
یک مثال ابتدایی، ۱۰ بار انداختن تاس استاندارد و شمارش تعداد ۶ها می‌باشد.
توزیع این عدد تصادفی، یک توزیع دو جمله‌ای با{\displaystyle n=10} و {\displaystyle p=1/6} است.

## توزیع دو جمله‌ای سلبی
در تئوری آمار و احتمالات، توزیع دو جمله‌ای سلبی، توزیعی با احتمال گسسته‌است.
توزیع پاسکال و توزیع پولیا حالت‌های خاص دوجمله‌ای سلبی هستند.

## توزیع هندسی
در تئوری آمار و احتمالات، توزیع هندسی یکی از دو توزیع با احتمال گسستهٔ زیر است:
- توزیع احتمال تعداد آزمایش‌های برنولی لازم(X) برای رخ دادن یک پیروزی
- توزیع احتمال تعداد شکست‌ها ({\displaystyle Y=X-1}) قبل از وقوع اولین پیروزی